# 도미니크 미셸
도미니크 미셸(Dominique Michel, 1932년 9월 24일 ~ )은 캐나다의 배우이다.

## 영화
- 야만적 침략 (2003년)
- 루이의 리얼리티쇼 (1994년)
- 미제국의 몰락 (1986년)